# Schio
Schio település Olaszországban, Veneto régióban, Vicenza megyében. Lakosainak száma 38 580 fő (2023. január 1.). Schio Marano Vicentino, Monte di Malo, Posina, San Vito di Leguzzano, Santorso, Torrebelvicino, Valdagno, Velo d'Astico, Zanè és Valli del Pasubio községekkel határos.

## Népesség
A település népességének változása:
| Lakosok száma | 39 219 | 39 082 | 38 580 |
|               | 2017   | 2018   | 2023   |